# Ianko Draganov
Ianko Draganov Draganov (în bulgară Янко Драганов) (n. 29 martie 1859, Tulcea, Imperiul Otoman – d. 23 noiembrie 1932, Sofia, Bulgaria) a fost unul dintre generalii armatei Bulgariei din Primul Război Mondial. 
A îndeplinit funcția de comandant al Diviziei 1 Infanterie bulgară în campania acesteia din România, din anii 1916 și 1917.

## Cariera militară
Yanko Draganov s-a născut la 29 martie 1859, la Tulcea, localitate aflată la momentul respectiv în Imperiul Otoman. A participat ca voluntar în milițiile bulgare la războiul ruso-turc din (1877 - 1878).
În 1880, a absolvit Școala Militară de Ofițeri din Odessa. Pe timpul războiului sârbo-bulgar din (1885) este comandantul rezervei generale, în cadrul operațiilor de apărare a Vidinului. Ulterior este numit comandant al detașamentului „Bregovskiya”  iar apoi comandant general al Grupării de Nord.:122:99
În primul și Al Doilea Război Balcanic a făcut parte din statul major al regelui Ferdinand I al Bulgariei. După cele două războaie a fost numit comandant al Diviziei 1 Infanterie din Sofia.
A comandat această unitate pe timpul participării Bulgariei la Primul Război Mondial, împotriva  forțelor sârbe în luptele de la Pirot, Bela Palanka și Leskovac.
În 1916 au luptat împotriva Armatei Române în luptele din Dobrogea. A participat la luptele de la Turtucaia și Silistra. I se ia comanda în septembrie 1916, la intervenția generalului german August von Mackensen, din cauza ritmului lent în care trupele de sub comanda sa au urmărit forțele inamice după aceste bătălii.:24
Generalul-locotenent Janko Draganov a trecut în rezervă la finalul războiului, încetând din viață la 23 noiembrie 1932, la Sofia, din cauza maladiei Parkinson.

## Decorații
- - Ordinul militar „Pentru Curaj” (Bulgaria)
- - Ordinul „Sfântul Alexandru”, clasa a IV-a, cu spade (Bulgaria)
- - Ordinul național „Meritul Militar”, clasa a V-a (Bulgaria)